# Углище
У́глище — село в Україні, в Рівненському районі Рівненської області. Населення становить 335 осіб.